# Callyspongia cellaria
Callyspongia cellaria är en svampdjursart som beskrevs av Rao 1941. Callyspongia cellaria ingår i släktet Callyspongia och familjen Callyspongiidae. Utöver nominatformen finns också underarten C. c. fusca.